# Agis III.
Agis III. (altgriechisch Ἆγις Ágis; † 331 oder 330 v. Chr. bei Megalopolis) aus dem Haus der Eurypontiden war seit 338 v. Chr. König von Sparta. Er entfachte in Griechenland einen Aufstand gegen die Herrschaft Alexanders des Großen und fiel im Kampf gegen den makedonischen Feldherrn Antipater.

## Leben
Agis III. war der älteste Sohn des spartanischen Königs Archidamos III. Am gleichen Tag, an dem die Makedonen unter Philipp II. durch ihren Sieg in der Schlacht bei Chaironeia (2. August 338 v. Chr.) ihre Vorherrschaft über Griechenland sicherten, fiel der damals in Italien kämpfende Archidamos III. in einer Schlacht bei Manduria nahe Tarent, woraufhin Agis III. neuer Herrscher Spartas wurde. Noch im Herbst 338 v. Chr. initiierte Philipp II. die Gründung des Korinthischen Bundes, der eine Allianz Makedoniens mit den meisten griechischen Staaten darstellte, wobei Philipp II. die Rolle eines bevollmächtigten Bundesführers (Hegemon) zukam. Diese Maßnahme stärkte die Hegemonie Philipps II. über Griechenland weiter. Allerdings weigerte sich insbesondere Agis III., der der verlorenen Führungsposition Spartas auf der Peloponnes nachtrauerte und daher den nunmehrigen makedonischen Einfluss sehr missbilligte, dem Bund beizutreten. Nachdem Philipp II. im Sommer 336 v. Chr. einem Attentat zum Opfer gefallen war, erneuerte sein Sohn und Nachfolger Alexander der Große den Korinthischen Bund. Von diesem hielt sich Sparta erneut fern, was Alexander hinnahm. Offiziell beruhte ein Beitritt nämlich auf freiwilliger Basis. Ein von Sparta angestachelter Aufstand wurde aber rasch niedergeworfen (336/335 v. Chr.).
Die Abwesenheit Alexanders auf dessen Feldzug in Vorderasien wollte Agis III. zu einem erneuten Erhebungsversuch nutzen. Um seine Pläne mit mehr Aussicht auf Erfolg realisieren zu können, suchte er Kontakt zum persischen König Dareios III. aufzunehmen. Kurz vor der Schlacht bei Issos (November 333 v. Chr.) reiste Euthykles zu einer entsprechenden diplomatischen Mission zum persischen Herrscher, zu dem auch Gesandte aus Athen und anderen griechischen Poleis kamen. Die Gesandten fielen nach dem makedonischen Sieg bei Issos in die Hände Alexanders, der sie schonend behandelte und auch Euthykles nach längerer Zeit wieder freiließ.
Agis III. traf sich Ende 333 v. Chr. mit den Befehlshabern der bei der Kykladeninsel Siphnos stationierten persischen Flotte, Pharnabazos und Autophradates, von denen er sich Unterstützung durch Subsidien erbat. Während ihrer Zusammenkunft erfuhren sie aber vom Ausgang der Schlacht bei Issos. Agis III. erhielt von Autophradates 30 Talente Silber und 10 Triremen, die er seinem jüngeren Bruder Agesilaos durch Hippias nach Tainaron, einem an der Südspitze der Peloponnes gelegenen Kap, zusenden ließ. Agesilaos sollte sich nach dem Wunsch seines Bruders so schnell wie möglich nach Kreta begeben, um diese Insel für Sparta zu sichern. Der spartanische König selbst verweilte noch kurz auf den Kykladen und ging dann zu Autophradates nach Halikarnassos, doch liegt keine Überlieferung über seine dort unternommenen Schritte vor. Verstärkung erhielt er jedenfalls durch griechische Söldner, die für Dareios III. gekämpft hatten und aus der Schlacht bei Issos entkommen waren. Dass die Anzahl dieser Söldner wie überliefert 8.000 betragen habe, kann nicht stimmen, da so viele insgesamt fliehen hatten können, aber 4.000 von ihnen  nach Ägypten gesegelt waren.
332 v. Chr. hielt sich Agis III. in Kreta auf und brachte viele der Inselstädte auf seine Seite. Von Tyros aus entsandte Alexander der Große im Frühjahr 331 v. Chr. eine unter dem Befehl des Amphoteros, eines Bruders des Krateros, stehende Flotte nach Kreta, um dort die Spartaner und Perser zu bekämpfen; über den Ausgang des Unternehmens ist nichts bekannt.
Die gegen die makedonische Hegemonie gerichteten Bestrebungen Spartas führten schließlich zu einer später von Alexander dem Großen abschätzig, aber zu Unrecht als „Mäusekrieg“ bezeichneten militärischen Konfrontation. Im Verlauf des Jahres 331 v. Chr. organisierte Agis III. eine antimakedonische Allianz und brachte mehrere Staaten der Peloponnes zum Abfall von Alexander. Während dessen Statthalter von Makedonien und Griechenland, Antipater, mit einer Revolte in Thrakien konfrontiert war, wurde der makedonische Stratege Korrhagos in einer nicht genauer lokalisierbaren Schlacht von einem wohl unter Agis’ Führung stehenden Heer besiegt. Nun traten auch die Eleer sowie die meisten Achaier (mit Ausnahme Pellenes) und Arkader (mit Ausnahme von Megalopolis) auf die Seite Spartas. In Athen riet Demosthenes zur Zurückhaltung, doch ging ein von Lykurgos unterstützter Volksbeschluss durch, die Allianz mit Makedonien aufzukündigen und Sparta militärisch beizustehen. Die entsprechenden Maßnahmen sollte der Redner Demades umsetzen, der dies jedoch absichtlich verzögerte und die entscheidende Auseinandersetzung in diesem Konflikt abwartete.
Als Agis III. und seine Bündnispartner Megalopolis belagerten, zog Antipater in der zweiten Jahreshälfte 331 v. Chr. oder zu Beginn des Jahres 330 v. Chr. mit einer aus 40.000 Soldaten bestehenden Armee der bedrängten arkadischen Stadt zu Hilfe. Die antimakedonischen Alliierten mussten in der Schlacht von Megalopolis eine völlige Niederlage einstecken. Agis III. erlitt während des Kampfes eine tödliche Verwundung. Laut Diodor wurde er bei seinem Rücktransport nach Sparta angegriffen, ermutigte daraufhin seine ihn begleitenden Soldaten zur Flucht und starb, während er sich verteidigte, durch einen Speerwurf. Seine Landsleute hatten 5.300 Tote zu beklagen, die Makedonen etwa 3.500.